# Derambila costipunctata
Derambila costipunctata är en fjärilsart som beskrevs av W. Warren 1905. Derambila costipunctata ingår i släktet Derambila och familjen mätare. Inga underarter finns listade i Catalogue of Life.